# Joachim Parbo
Joachim Parbo  (né le 18 novembre 1974 à Aarhus) est coureur cycliste danois. Spécialiste du cyclo-cross, il a notamment remporté à quatre reprises le championnat du Danemark.

## Palmarès en cyclo-cross
- 2002-2003
  - 3e du championnat du Danemark de cyclo-cross
- 2003-2004
  - 3e du championnat du Danemark de cyclo-cross
- 2004-2005
  - 3e du championnat du Danemark de cyclo-cross
- 2005-2006
  -  Champion du Danemark de cyclo-cross
- 2006-2007
  -  Champion du Danemark de cyclo-cross
- 2007-2008
  - 2e du championnat du Danemark de cyclo-cross
- 2008-2009
  -  Champion du Danemark de cyclo-cross
- 2009-2010 
  -  Champion du Danemark de cyclo-cross
- 2010-2011 
  - Krosstober-fest Weekend 1, San Dimas
  - 2e du championnat du Danemark de cyclo-cross
- 2013-2014 
  - 3e du championnat du Danemark de cyclo-cross
- 2018-2019 
  - 3e du championnat du Danemark de cyclo-cross